# 学术计时法
学术计时法是一种在部分地区高等院校常用的时间标记方法。使用学术计时法时，上课时间比时间表中给出的时间迟15分钟。

## 定义与描述
一个「学术刻」指的是课程表上给出的上课时刻与实际课程开始时刻中的一刻钟时间。举例说来，如果一门课程于9 时c.t. （拉丁语：cum tempore，「有延迟时间」）开始，那么实际上上课时间是九时十五分。如果一门课程就应当是九时整开始，那么课程表会给出9时s.t. （拉丁语：sine tempore，「无延迟时间」）。如果在某一大学统一使用某一计时方法，「c.t.」和「s.t.」也时常省略。
学术计时法在瑞士与斯堪的纳维亚地区较为常见，而在其他大部分国家则通常按照课程表准时上课。奥地利曾经通行学术计时法，现在也较为少见。在德国，有部分大学使用学术计时法。

## 起源
有数世纪的时间，大学的上课地点是零散分布在大学城各个方位的教授私人住所。当时，主要的计时工具是教堂的塔钟，后来又利用壁钟的整点报时。在整点时分，钟表鸣响，此时学生还需要时间前往教授的上课地点。
在某些课程中，教授在介绍新知识前还会进行上节课知识的复习。对之前课程内容掌握较好的学生就不必参加复习，可以稍晚时到。

## 例子
- 9 时 sine tempore（缩写：9时 s.t.）：意为「无延迟时间」，九时整；
- 9 时 cum tempore （缩写：9时 c.t.）：意为「有延迟时间」，九时十五分；
- 9 时 magno cum tempore （缩写：9时 m.c.t.）：意为「有大量延迟时间」，九时三十分；
- 9 时 maximo cum tempore （缩写：9时 mm. c. t.）：意为「有最大化延迟时间」，九时四十五分。[2]

最后两种计时法於現代较为罕见。

## 定义拓展
在许多使用学术计时法的大学，课程也会比时间表中给出时间早15分钟结束。如果在课程表中给出的上课时间为两个小时，按这样的计时法，实际上课时间是90分钟，在课前和课后都有15分钟的休息时间。
在有一些大学，常见的是在90分钟的课程期间安排一个15分钟的休息，但又不延迟下课时间，这取决于教师的自由裁量。